# ボルハ・ウイドブロ
ボルハ・ウイドブロ、フランシスコ・デ・ボルハ・ガルシア・ウイドブロ・セヴェリン（Borja Huidobro ボルハ・ユイドブロ、1936年10月-　）チリで生まれた建築家。都市計画家。 ポール・シュメトフと協働し、本国チリだけでなく、パリにも作品がある。
主に機械、石油掘削機やボートPROWSにインスパイアされ、建築家としてサンティアゴの都市開発のランドマークを構成する建築プロジェクトを担当している。例としては、BCI銀行などの企業建築構造の投影によるコンソーシアムの建物や近所のリニューアル・ゴルフ場などである。フランスの進化自然史博物館のグランドギャラリー復元で、建築1991年のナショナル賞受賞。

## 経歴
十代のころは、アーティストのメシオ・Antunezで描画を学ぶ。その後、彼はサンティアゴのカトリック大学で建築を学ぶ。そこがチリ、キューバ、フランスで教えていた都市計画と建築、ヨーロッパの建築の前衛グループのアトリエの一部になっていた。 
顕著なプロジェクトの中で、セーヌ川に位置しているパリの財務省は、自身の欧州では80年代の代表作品の一つ。 サンティアゴでは、建築が風景となるよう、国民保険コンソーシアムの企業の建物を整理を担当。 
また、彼の作品の中でニューデリー（インド）のものやモンペリエ地域図書館、各夏季ビニャ・デル・マールの1960国際歌謡祭が実行されるキンタベルガラアンフィ・シアターやチリのフランス大使館などもある。 
フランスでは、名誉軍隊秩序と芸術文学の騎士ということに加えて建築アカデミー建築家と銀メダルという名誉を授与され、フランスの学会の会員となる。 
出展作品として、ヴェネツィア・ビエンナーレ、アメリカのディスカバリーのサンプルVのセンテナリーに参加。
チリで受賞した賞では、メリット、ガブリエラ・ミストラル国立建築賞などがある。 